# Godoli
Godoli es una ciudad censal situada en el distrito de Satara en el estado de Maharashtra (India). Su población es de 22517 habitantes (2011). Se encuentra a 2 km de Satara y a 106 km de Pune.

## Demografía
Según el censo de 2011 la población de Godoli era de 22517 habitantes, de los cuales 11685 eran hombres y 10932 eran mujeres. Godoli tiene una tasa media de alfabetización del 92,67%, superior a la media estatal del 82,34%: la alfabetización masculina es del 93,64%, y la alfabetización femenina del 91,66%.